# 安加·普拉塔玛
安加·普拉塔玛（1991年5月12日—），印尼男子羽毛球運動員，專長雙打項目。

## 簡歷
2009年，安加·普拉塔玛分別夥拍约翰奈斯·伦迪·苏吉亚托和德拉·德斯迪亚拉·哈里斯贏得世界青年羽毛球錦標賽男子雙打銅牌和混合雙打銀牌。
2011年4月，安加·普拉塔玛与利安·阿刚·萨普特拉出战印度羽毛球超級賽，在男双决赛以0比2（17-21、9-21）不敌赛会4号种子、日本的橋本博且/平田典靖，赢得亚军，创下在超级赛的最佳成绩。接着8月，他与利安·阿刚·萨普特拉出战越南羽毛球大獎賽，在男双决赛以2比1（21-12、16-21、21-19）力克新加坡的丹尼·巴瓦·克里斯南塔/查特·奇雅加特，夺得其首个国际赛冠军。
2012年4月，安加·普拉塔玛与利安·阿刚·萨普特拉出战澳洲羽毛球黃金大獎賽，在男双準决赛以1比2（21-15、14-21、11-21）不敌赛会6号种子、同胞的马尔基斯·基多/亨德拉·塞蒂亚万。同期4月，他与利安·阿刚·萨普特拉出战印度羽毛球超級賽，在男双準决赛以1比2（15-21、22-20、15-21）不敌泰国的博丁·伊沙拉/玛尼蓬·宗集。同年9月，他与利安·阿刚·萨普特拉出战印度尼西亞羽毛球黃金大獎賽，在男双决赛以0比2（13-21、9-21）不敌赛会3号种子、韩国的金基正/金沙朗，赢得亚军。同年10月，他与利安·阿刚·萨普特拉出战中華台北羽球公開賽，在男双决赛以0比2（12-21、14-21）不敌赛会2号种子、马来西亚的查基利/法魯茲祖安，赢得亚军。
2013年4月，安加·普拉塔玛与利安·阿刚·萨普特拉出战澳洲羽毛球黃金大獎賽，在男双决赛以2比0（22-20、21-19）力克赛会5号种子、队友的穆罕默德·阿赫桑/亨德拉·塞蒂亚万，赢得冠军。随后8月，他參加中國廣州舉行的世界羽毛球錦標賽，與利安·阿刚·萨普特拉以10號種子身分出戰男子雙打項目。他們首圈輪空，第二圈先以2比0力克英格蘭/蘇格蘭組合晉級；第三圈面對7號種子、中國組合刘小龙、邱子瀚，亦以2比0（21-19、21-15）勝出；但至半準決賽，他們終以1比2（13-21、21-11、17-21）不敵3號種子、丹麥的玛蒂亚斯·鲍伊/卡斯腾·摩根森，8強止步。同年9月，他与利安·阿刚·萨普特拉出战印尼羽毛球黃金大獎賽，在男双决赛以2比1（17-21、21-15、21-16）击败了队友的罗纳德·亚历山大/西华努斯·盖尔，赢得冠军。
2014年1月，安加·普拉塔玛与利安·阿刚·萨普特拉出战馬來西亞羽毛球首要超級賽，在男双準决赛以1比2（25-23、13-21、20-22）不敌东道主的吴伟申/林钦华。同年6月，他与利安·阿刚·萨普特拉出战日本羽毛球超級賽，在男双準决赛以0比2（16-21、14-21）不敌赛会5号种子、韩国强档的李龍大/柳延星。同年11月，他与新搭档的里奇·卡兰达·苏华迪出战澳門羽毛球黃金大獎賽，在男双决赛以0比2（19-21、20-22）不敌赛会2号种子、新加坡的丹尼·巴瓦·克里斯南塔/查特·奇雅加特，赢得亚军。
2015年1月，安加·普拉塔玛與里奇·卡兰达·苏华迪出战泰國羽毛球國際挑戰賽，在男双决赛以1比2（14-21、21-13、14-21）不敌韩国的全棒澯/金德永，赢得亚军。同期1月，他与里奇·卡兰达·苏华迪出战馬來西亞羽毛球大師賽，在男双準决赛以1比2（17-21、21-14、18-21）不敌日本的數野健太/山田和司。同年8月，他代表印尼参加新加坡举办的東南亞運動會羽毛球比賽，在率先进行的团体赛，印尼队赢得了东运会男子团体金牌；而与里奇·卡兰达·苏华迪的男双决赛以2比0（21-12、24-22）击败了队友的吉德翁·马库斯·费尔纳尔迪/凯文·桑加亚·苏卡穆约，夺得东运会男子双打金牌，成为了本届的双冠王。同年9月，他与里奇·卡兰达·苏华迪出战日本羽毛球超級賽，在男双準决赛以0比2（16-21、16-21）不敌赛会头号种子、世界第一的李龍大/柳延星。同期9月，他与里奇·卡兰达·苏华迪出战泰國羽毛球黃金大獎賽，在男双準决赛以1比2（19-21、21-17、16-21）不敌马来西亚的古健傑/陳文宏。
2016年3月，安加·普拉塔玛与里奇·卡兰达·苏华迪出战紐西蘭羽毛球黃金大獎賽，在男双决赛以0比2（18-21、14-21）不敌赛会2号种子、韩国的高成炫/申白喆，赢得亚军。同期3月，他与里奇·卡兰达·苏华迪出战印度羽毛球超级赛，在男双决赛以0比2（17-21、13-21）不敌同胞的马库斯·费尔纳尔迪·吉德翁/凯文·桑加亚·苏卡穆约，赢得亚军。同年6月，他与里奇·卡兰达·苏华迪出战澳洲羽毛球超級賽，在男双决赛以0比2（14-21、15-21）不敌赛会7号种子、队友的马库斯·费尔纳尔迪·吉德翁/凯文·桑加亚·苏卡穆约，赢得亚军。同年9月，他与里奇·卡兰达·苏华迪出战印尼羽毛球大師賽，在男双準决赛以1比2（14-21、21-18、19-21）不敌赛会5号种子、同胞的瓦赫尤·那亚卡·阿亚·邦卡亚尼拉/凯文·桑加亚·苏卡穆约。同年10月，他与里奇·卡兰达·苏华迪出战丹麥羽毛球首要超級賽，在男双準决赛以0比2（11-21、18-21）不敌泰国的博丁·伊沙拉/尼迪蓬·潘普佩克。同期10月，他与里奇·卡兰达·苏华迪出战法國羽毛球超級賽，在男双準决赛以1比2（18-21、21-17、19-21）不敌泰国的博丁·伊沙拉/尼迪蓬·潘普佩克。
2017年3月，安加·普拉塔玛与里奇·卡兰达·苏华迪出战印度羽毛球超級賽，在男双决赛以0比2（11-21、15-21）不敌赛会4号种子、队友的马库斯·费尔纳尔迪·吉德翁/凯文·桑加亚·苏卡穆约，赢得亚军。同年10月，他与里奇·卡兰达·苏华迪出战丹麥羽毛球首要超級賽，在男双準决赛以0比2（18-21、11-21）不敌赛会2号种子、队友的马库斯·费尔纳尔迪·吉德翁/凯文·桑加亚·苏卡穆约。

## 主要比賽成績
只列出曾進入準決賽的國際賽事成績：
| 年份   | 賽事                       | 公開賽級別 | 項目     | 搭檔               | 成績   |
| ------ | -------------------------- | ---------- | -------- | ------------------ | ------ |
| 2009年 | 印尼羽毛球國際挑戰賽       | 國際挑戰賽 | 男子雙打 | 利安·阿刚·萨普特拉 | 亞軍   |
| 2011年 | 印度羽毛球超級賽           | 超級賽     | 男子雙打 | 利安·阿刚·萨普特拉 | 亞軍   |
| 2011年 | 越南羽毛球大獎賽           | 大獎賽     | 男子雙打 | 利安·阿刚·萨普特拉 | 冠軍   |
| 2012年 | 澳洲羽毛球黃金大獎賽       | 黃金大獎賽 | 男子雙打 | 利安·阿刚·萨普特拉 | 準決賽 |
| 2012年 | 印度羽毛球超級賽           | 超級賽     | 男子雙打 | 利安·阿刚·萨普特拉 | 準決賽 |
| 2012年 | 印度尼西亞羽毛球黃金大獎賽 | 黃金大獎賽 | 男子雙打 | 利安·阿刚·萨普特拉 | 亞軍   |
| 2012年 | 中華台北羽球公開賽         | 黃金大獎賽 | 男子雙打 | 利安·阿刚·萨普特拉 | 亞軍   |
| 2013年 | 澳洲羽毛球黃金大獎賽       | 黃金大獎賽 | 男子雙打 | 利安·阿刚·萨普特拉 | 冠軍   |
| 2013年 | 紐西蘭羽毛球大獎賽         | 大獎賽     | 男子雙打 | 利安·阿刚·萨普特拉 | 冠軍   |
| 2013年 | 印度羽毛球超級賽           | 超級賽     | 男子雙打 | 利安·阿刚·萨普特拉 | 準決賽 |
| 2013年 | 印尼羽毛球黃金大獎賽       | 黃金大獎賽 | 男子雙打 | 利安·阿刚·萨普特拉 | 冠軍   |
| 2014年 | 馬來西亞羽毛球首要超級賽   | 首要超級賽 | 男子雙打 | 利安·阿刚·萨普特拉 | 準決賽 |
| 2014年 | 湯姆斯盃                   | 其他       | 男子團體 | －                 | 準決賽 |
| 2014年 | 日本羽毛球超級賽           | 超級賽     | 男子雙打 | 利安·阿刚·萨普特拉 | 準決賽 |
| 2014年 | 澳門羽毛球黃金大獎賽       | 黃金大獎賽 | 男子雙打 | 里奇·卡兰达·苏华迪 | 亞軍   |
| 2015年 | 泰國羽毛球國際挑戰賽       | 國際挑戰賽 | 男子雙打 | 里奇·卡兰达·苏华迪 | 亞軍   |
| 2015年 | 馬來西亞羽毛球大師賽       | 黃金大獎賽 | 男子雙打 | 里奇·卡兰达·苏华迪 | 準決賽 |
| 2015年 | 新加坡羽毛球超級賽         | 超級賽     | 男子雙打 | 里奇·卡兰达·苏华迪 | 冠軍   |
| 2015年 | 東南亞運動會羽毛球比賽     | 其他       | 男子團體 | －                 | 金牌   |
| 2015年 | 東南亞運動會羽毛球比賽     | 其他       | 男子雙打 | 里奇·卡兰达·苏华迪 | 金牌   |
| 2015年 | 日本羽毛球超級賽           | 超級賽     | 男子雙打 | 里奇·卡兰达·苏华迪 | 準決賽 |
| 2015年 | 泰國羽毛球黃金大獎賽       | 黃金大獎賽 | 男子雙打 | 里奇·卡兰达·苏华迪 | 準決賽 |
| 2016年 | 亞洲羽毛球團體錦標賽       | 其他       | 男子團體 | －                 | 冠軍   |
| 2016年 | 紐西蘭羽毛球黃金大獎賽     | 黃金大獎賽 | 男子雙打 | 里奇·卡兰达·苏华迪 | 亞軍   |
| 2016年 | 印度羽毛球超級賽           | 超級賽     | 男子雙打 | 里奇·卡兰达·苏华迪 | 亞軍   |
| 2016年 | 湯姆斯盃                   | 其他       | 男子團體 | －                 | 亞軍   |
| 2016年 | 澳洲羽毛球超級賽           | 超級賽     | 男子雙打 | 里奇·卡兰达·苏华迪 | 亞軍   |
| 2016年 | 印尼羽毛球大師賽           | 黃金大獎賽 | 男子雙打 | 里奇·卡兰达·苏华迪 | 準決賽 |
| 2016年 | 丹麥羽毛球首要超級賽       | 首要超級賽 | 男子雙打 | 里奇·卡兰达·苏华迪 | 準決賽 |
| 2016年 | 法國羽毛球超級賽           | 超級賽     | 男子雙打 | 里奇·卡兰达·苏华迪 | 準決賽 |
| 2017年 | 印度羽毛球超級賽           | 超級賽     | 男子雙打 | 里奇·卡兰达·苏华迪 | 亞軍   |
| 2017年 | 丹麥羽毛球首要超級賽       | 首要超級賽 | 男子雙打 | 里奇·卡兰达·苏华迪 | 準決賽 |
| 2018年 | 亞洲羽毛球團體錦標賽       | 其他       | 男子團體 | －                 | 冠軍   |
| 2018年 | 新加坡羽毛球公開賽         | 超級500賽  | 男子雙打 | 利安·阿剛·薩普特拉 | 準決賽 |
| 2019年 | 印度羽球公開賽             | 超級500賽  | 男子雙打 | 里奇·卡兰达·苏华迪 | 亞軍   |

| 2007-2017年 | 首要超級賽 | 超級賽 | 黃金大獎賽 | 大獎賽 | 國際挑戰賽 | 國際系列賽 | 未來系列賽 | 其他 |

| 2018-2026年 | 總決賽 | 超級1000賽 | 超級750賽 | 超級500賽 | 超級300賽 | 超級100賽 | 國際挑戰賽 | 國際系列賽 | 未來系列賽 | 其他 |

### 奧運會和世錦賽參賽紀錄
|          | 搭檔               | 2013 | 2014 | 2015 | 2016 | 2017 |
| -------- | ------------------ | ---- | ---- | ---- | ---- | ---- |
| 男子雙打 | 利安·阿刚·萨普特拉 | 8強  | 8強  | －   | －   | －   |
| 男子雙打 | 里奇·卡兰达·苏华迪 | －   | －   | 8強  | －   | 16強 |

## 主要对賽记录
安加·普拉塔玛與主要對手的對賽成績如下，截至2019年1月31日：
男雙 - 里奇·卡兰达·苏华迪
| 對手                                          | 對賽次數 | 對賽結果 | 對賽結果 | 總計 |
| 對手                                          | 對賽次數 | 勝       | 負       | 總計 |
| --------------------------------------------- | -------- | -------- | -------- | ---- |
| K·S·苏卡穆约 M·F·吉德翁                       | 6        | 0        | 6        | -6   |
| 利安·阿刚·萨普特拉 贝里·安格里亚万            | 2        | 2        | 0        | +2   |
| 阿格里皮纳·普里玛·罗曼托·普特拉 马尔基斯·基多 | 2        | 2        | 0        | +2   |

| 對手                                      | 對賽次數 | 對賽結果 | 對賽結果 | 總計 |
| 對手                                      | 對賽次數 | 勝       | 負       | 總計 |
| ----------------------------------------- | -------- | -------- | -------- | ---- |
| 王齊麟 陳宏麟                             | 7        | 7        | 0        | +7   |
| 園田啟悟 嘉村健士                         | 7        | 5        | 2        | +3   |
| 柳延星 李龍大                             | 6        | 1        | 5        | -4   |
| 吳蔚昇 陳蔚強                             | 4        | 4        | 0        | +4   |
| 革德伦·吉丁努蓬 德差蓬·保乌拉努科         | 4        | 4        | 0        | +4   |
| 金基正 金沙朗                             | 4        | 3        | 1        | +2   |
| 遠藤大由 早川賢一                         | 4        | 2        | 2        | 0    |
| 安德斯·斯考劳普·拉斯姆森 金·阿斯特魯普    | 4        | 2        | 2        | 0    |
| 金子祐樹 井上拓斗                         | 3        | 3        | 0        | +3   |
| 马德斯·皮勒尔·科尔丁 马德斯·康拉德-彼德森 | 3        | 1        | 2        | -1   |
| 高成炫 申白喆                             | 2        | 1        | 1        | 0    |
| 保木卓朗 小林優吾                         | 2        | 1        | 1        | 0    |
| 林钦华 区耀汉                             | 1        | 1        | 0        | +1   |
| 特拉武特·波提恩 尼迪蓬·潘普佩克           | 1        | 1        | 0        | +1   |
| 拉馬錢德蘭·斯洛 南达戈帕尔·基达姆比       | 1        | 1        | 0        | +1   |
| 卡斯珀·安东森 尼克拉斯·诺尔               | 1        | 1        | 0        | +1   |
| 丹尼·巴瓦·克里斯南塔 查特·奇雅加特        | 1        | 0        | 1        | -1   |
| 弗拉基米尔·伊万诺夫 伊万·索松诺夫         | 1        | 0        | 1        | -1   |
| 山田和司 數野健太                         | 1        | 0        | 1        | -1   |